# 安國軍節度使
保義軍節度使，後改稱安國軍節度使，五代初後梁在今河北省邢台市設立的節度使，後梁開平二年（908年）二月，升昭義軍節度使所領邢州為保義軍節度使，以洺州、惠州二州隸之。貞明二年（916年），後梁邢州保義軍節度閻寶投降晉王李存勗，更名安國軍。惠州復名磁州。後唐、後晉、後漢、後周因之，轄域未變。

## 歷代節度使
保義軍
- 王檀（908-912）
- 戴思遠（913-914）
- 閻寶（915-916）

安國軍
- 李存審（916）
- 李嗣源（916-923）
- 符習（923）
- 李存紀（924-926）
- 米君立（926）
- 王景戡（927-928）
- 李從溫（928-930）
- 高允韜（930-932）
- 趙鳳（932-934）
- 康思立（934-935）
- 安審琦（935-937）
- 丁審琪（937-940）
- 楊彥詢（940-941）
- 馬全節（941-942）
- 安叔千（942-944）
- 安審暉（944）
- 李建崇（945）
- 劉在明（945）
- 方太（945-946）
- 耶律拔里得（契丹任，946-947）
- 高奉明（契丹任，947）
- 薛懷讓（947-950）
- 劉詞（950-953）
- 田景威（954-955）
- 陳思讓（955-958）
- 王仁鎬（958-959）
- 李繼勳（959-960）
- 王全斌（960-964）
- 羅彥瓌（964-967）
- 張廷翰（967）
- 趙文度（969-970）
- 郭貴（973-977）